# Devil's Cub
Devil's Cub es una novela romántica histórica escrita por Georgette Heyer, publicada por vez primera en 1932, y no ha dejado de editarse desde entonces. Ambientada en 1780,  en la época georgiana. Es la secuela de These Old Shades. Es una de sus novelas más populares.

## Resumen de la trama
El hijo del duque y la duquesa de Avon, el marqués de Vidal es conocido por el mote de "el cachorro del demonio" (Devil's Cub) no solo por los excesos de su padre sino también por sus propios y salvajes hábitos. Al mismo tiempo que corteja a una joven de la bourgeoisie, Sophia Challoner, también participa en un duelo bastante repentino, cuyo resultado lo obliga a abandonar el país. Pretende llevarse consigo a Sophia como amante: pero su conservadora hermana Mary no tiene intención de permitir la ruina de su hermana, y se hace pasar por ella, asumiendo que el marqués la dejará irse una vez que se de cuenta de que se descubra el error, dejándole sin posibilidades de coger a Sophia más tarde. Pero aún no ha captado la personalidad del marqués, pues en un momento de furia ante la burla, se lleva consigo a Mary en lugar de a su hermana, y sólo cuando están en Francia y es demasiado tarde para regresar él se da cuenta de que raptando a una chica respetable la ha comprometido y se ve obligado a ofrecerle matrimonio.
Sin embargo, Mary rechaza a Vidal porque cree que hace la oferta porque se siente culpable y como ella se ha enamorado de él, lo encuentra insoportable. En su miseria, ella huye, pretendiendo buscar su propia fortuna. Mientras está fuera, se encuentra con el padre de Vidal, el duque de Avon, por casualidad, y confía en él sin darse cuenta de que ella está hablando con Avon - que es un viejo amigo de su abuelo y ha venido a Francia a investigar los rumores alrededor de su hijo y acallar cualquier escándalo. Los dos llegan a un excelente entendimiento, y Avon claramente pasa a respetar a Mary.
Vidal la persigue y al final se da cuenta de que la ama, convenciéndola de que se case con él, a pesar de las secas observaciones de Avon de que ella puede hacerlo mejor.
An Infamous Army de Heyer es una secuela de Devil's Cub.
| These Old Shades               | Devil’s Cub                                             |
| ------------------------------ | ------------------------------------------------------- |
| Justin Alastair, duque de Avon | Justin Alastair, duque de Avon                          |
| Léonie de Saint-Vire           | Léonie (de Saint-Vire) Alastair, duquesa de Avon        |
| Lady Fanny (Alastair) Marling  | Lady Fanny (Alastair) Marling                           |
| Edward Marling                 | Mr. John Marling (hijo de Edward Marling, ya fallecido) |
| Lord Rupert Alastair           | Lord Rupert Alastair                                    |
| Harriet (Alastair) Field       | Harriet (Alastair) Field                                |
| Mr. Hugh Davenant              | Mr. Hugh Davenant                                       |